# タングル
数学の分野において、タングル (tangle) は結び目の一部分を切り取って得られるような幾何的対象のことである。通常次の二種類のいずれかを指す。
- ある 2次元球面で切り取って得られるもの。以下のタングル(1)。
- 平行な二つの平面で切り取って得られるもの。以下のタングル(2)。

これらは共に「境界付き 3次元多様体に埋め込まれた、 1次元の(境界付き)多様体」とみなせるが、これら二種類のタングル(もしくはその一般化)が統一的に扱われることはないようである。

## タングル(1)
n-タングル (n-tangle)とは、交わらない n 本の(両端のある)曲線の 3次元球への適切な埋め込みのことである。各曲線の各端点は 3次元球の境界にあらかじめ指定された 2n 個の点のいずれかに写されなければならない。二つの n -タングルは、片方のタングルを他方に移す、境界を固定する全同位が存在するときに同値であるとする。タングルの理論は結び目理論の類似としてとらえられるが、閉曲線の代わりに端点が固定された紐を扱うというところが異なっている。
タングルはジョン・ホートン・コンウェイによって導入された。

### タングルの表示
一般性を失うことなしに、(タングルの端点が写る)3次元球の境界上の指定された点はある大円上にあると仮定してよい。タングルは、この大円を境界とする平らな円盤への射影が一般的な位置となるように変形することができ、射影図に交差の上下の情報を加えたものを(結び目の正則表示のように) (正則)表示と呼ぶ。
タングル(の表示)は結び目や絡み目の表示の中にしばしば現れ、絡み目を構成するブロックとして使われることもある。(例：モンテシーノス絡み目)

### 有理タングルと代数的タングル
有理タングル(rational tangle)とは 2-タングルであって、自明な 2-タングル(交差を持たないタングル)と同相なもののことを言う。通常、その四つの端点は方位からの類推で NE(北東)、NW(北西)、SW(南西)、SE(南東) と呼ばれる。
有理タングルの任意の表示をとると、それはとても複雑に見えるが、実は単純な表示がある。まず水平[resp. 垂直]な二本の曲線を持つタングルの表示を考え、それに「ひねり」を追加する。即ち NE と SE [resp. SW と SE] の端点を入れ替えることによって交差を一つ追加する。これらの操作を繰り返すことによって有理タングルの表示が得られる。ちなみに上記の操作の際、ひねりを加えた端点に近いところだけが変化し、それ以外の部分は変化しないとしてよい。
有理タングルのこのような表示を、端点同士を連続してひねった数の組として記述することができる。例えば (-2,1,3) という数の組は、水平な二本の曲線からなるタングル表示から始めて、まず NE/SE の端点を 2回ひねり、次に SW/SE の端点を 1回ひねり、そして NE/SE の端点を 3回、前回とは逆方向にひねってできる表示を表している。数の組が 0 から始まっている場合、二本の垂直な曲線からなるタングルから始めることにする。すると水平な二本の曲線からなるタングル表示は (0) と表せるが、垂直な二本の曲線からなるタングル表示は (0,0) となる。この約束は「正」「負」のひねりを記述するのに必要だ。 しばしばここまで説明してきたような数の組を指して、「有理タングル」と呼ぶこともある。

有理タングル {\displaystyle (a_{0},a_{1},a_{2},\dots )} に対する分数とは {\displaystyle [a_{0},a_{1},a_{2},\dots ]} によって与えられる連分数である。(0,0) に対応する分数は {\displaystyle \infty } とする。コンウェイは、有理タングルに対する分数は矛盾なく定義され、有理タングルを(タングルの同値による差を除いて)完全に決定することを証明した。また、彼はアレクサンダー多項式を用いて任意のタングルに対して分数を定義した。
タングルの間には和、積、逆数をとる「数論的な」操作がある。
有理タングルの 分子閉包 とはタングルの「北側の」端点どうしと「南側の」端点どうしを結んで得られる絡み目のことである。また 分母閉包 とは同様に「東側の」端点と「西側の」端点を結んで得られる。有理絡み目 はこれらのような閉包として表すことのできる絡み目として定義される。

### コンウェイ表示
コンウェイがタングルを研究した一つの動機は、結び目を記述するのに、(従来の表による羅列ではなく)系統的な手法を与えるということだった。

### 応用
タングルはDNAトポロジーの研究に役立つことが示されている。与えられた酵素の作用はタングル理論を使って解析されている。

## タングル(2)
コンパクトで向き付けられた 1次元多様体(閉じた成分があってもよいし、空集合であってもよい)の {\displaystyle \mathbb {R} ^{2}\times I} への適切な埋め込みをタングル(tangle)と呼ぶ。境界を固定する全同位で移りあうタングルは同値であるとする。
T をタングル {\displaystyle \phi :X\to \mathbb {R} ^{2}\times I} とする。T の下側の境界 {\displaystyle \phi (X)\cap (\mathbb {R} ^{2}\times \{0\})}、上側の境界 {\displaystyle \phi (X)\cap (\mathbb {R} ^{2}\times \{1\})} はそれぞれ一つの直線上に等間隔で並んでいると仮定し、特にこの項では y 軸に平行な直線 {\displaystyle \{(0,t,0)|t\geq 0\}} と {\displaystyle \{(0,t,1)|t\geq 0\}} の上にあるとする。また、上下の境界がそれぞれ m 個、n 個の点からなるとき、特に T を (m,n) タングルと呼ぶ。
例えば結び目や絡み目は (0,0) タングルであり、n-ブレイドは (n,n) タングルである。

### タングル圏
(l,m) タングル {\displaystyle S} と (n,l) タングル {\displaystyle T} について、{\displaystyle S} の上側の境界と {\displaystyle T} の下側の境界が(向きもこめて)同じであるとき、{\displaystyle T} を {\displaystyle S} の上に積むことによって合成 {\displaystyle TS} を定義する。また、(m,n) タングル {\displaystyle P} と (k,l) タングル {\displaystyle Q} について、{\displaystyle P} と {\displaystyle Q} を横に並べておくことでテンソル積 {\displaystyle P\otimes Q}を定義する。 {\displaystyle P\otimes Q} は (m+k,n+l) タングルとなる。
これらの二種類の積はタングルの集合にモノイダル圏の構造を定める(タングル圏と呼ぶ)。タングル圏の対象は {\displaystyle \{\uparrow ,\downarrow \}} を文字集合とする語であり、対象 v から w への射は下側 [resp. 上側] の境界の向きの並びが v [resp. w] と一致するタングルである。合成とテンソル積は上記のように定める。
タングル圏は主に多項式不変量を定義する際に現れる。典型的な多項式不変量は、タングルに対して量子群などの代数系のテンソル表現のインタートワイナーを対応させて得られるが、これはタングル圏から使用した代数系の表現の圏への関手となっている。

### 表示
(スタブ)
- 正則表示
- 生成元と関係式
- 高さ関数を意識しなければならない

## 2重性並行表示（4種類のタングルによる結び目または絡み目の特殊な正則表示）
4種類の異なるタングルのみをそれぞれ有限個用いて，
すべての結び目および絡み目の正則表示を記述する方法が2001年以降の研究で報告されている 。
この方法による正則表示を2重性並行表示（にじゅうせいへいこうひょうじ）と呼ぶ。
この2重性並行表示は，3-正則平面グラフと対応が取れるため，
すべての結び目および絡み目が，重み付き3-正則平面グラフで表現できることになる。
以下に4種類の基本的なタングルとして，
{\displaystyle \alpha }-タングル，
{\displaystyle \beta }-タングル，
{\displaystyle \gamma }-タングル，
{\displaystyle \delta }-タングル
を図示する。
| α-タングル                                          | β-タングル                                       | γ-タングル                                        | δ-タングル                                         | γ'-タングル                       |
| {\displaystyle \alpha }-タングル(アルファ-タングル) | {\displaystyle \beta }-タングル(ベータ-タングル) | {\displaystyle \gamma }-タングル(ガンマ-タングル) | {\displaystyle \delta }-タングル(デルタ-タングル)) | {\displaystyle \gamma '}-タングル |

なお，上の図で右端の，{\displaystyle \gamma '}-タングルは，{\displaystyle \gamma }-タングルを変形したタングルである。
次に，一例として2重性並行表示と3-正則平面グラフの対応を図解する。
2重性並行表示には結び目84と結び目820を用いる。
| 結び目84の2重性並行表示 | 結び目84の重み付き3-正則平面グラフ | 結び目820の2重性並行表示 | 結び目820の重み付き3-正則平面グラフ |
| 結び目84の2重性並行表示 | 結び目84の重み付き3-正則平面グラフ | 結び目820の2重性並行表示 | 結び目820の重み付き3-正則平面グラフ |

なお，重み付き3-正則平面グラフとしての{\displaystyle \alpha }-タングル，{\displaystyle \beta }-タングル，{\displaystyle \gamma }-タングル，
{\displaystyle \delta }-タングルを以下に図解する。
| αタングルのグラフ                            | βタングルのグラフ                           | γタングルのグラフ                            | δタングルのグラフ                              |
| {\displaystyle \alpha }-タングルのグラフ(辺) | {\displaystyle \beta }-タングルのグラフ(辺) | {\displaystyle \gamma }-タングルのグラフ(辺) | {\displaystyle \delta }-タングルのグラフ(頂点) |

3交点から11交点までの結び目および絡み目の2重性並行表示と重み付き3-正則平面グラフが，
The Knot Atlasに掲載されている。
また，別の報告で，3-正則平面グラフの全域木を用いて結び目を構成する方法の記述もある。